# Révolte de La Nouvelle-Orléans
 (mai 2013).
Si vous disposez d'ouvrages ou d'articles de référence ou si vous connaissez des sites web de qualité traitant du thème abordé ici, merci de compléter l'article en donnant les références utiles à sa vérifiabilité et en les liant à la section « Notes et références ».
Révolte d'esclaves
La révolte de La Nouvelle-Orléans, qui a débuté le 8 janvier 1811, fut l'une des premières grandes révoltes d'esclaves aux États-Unis au début du XIXe siècle, avec à leur tête des créoles. Elle fit deux victimes blanches et au moins 98 des révoltés furent tués.

## Description

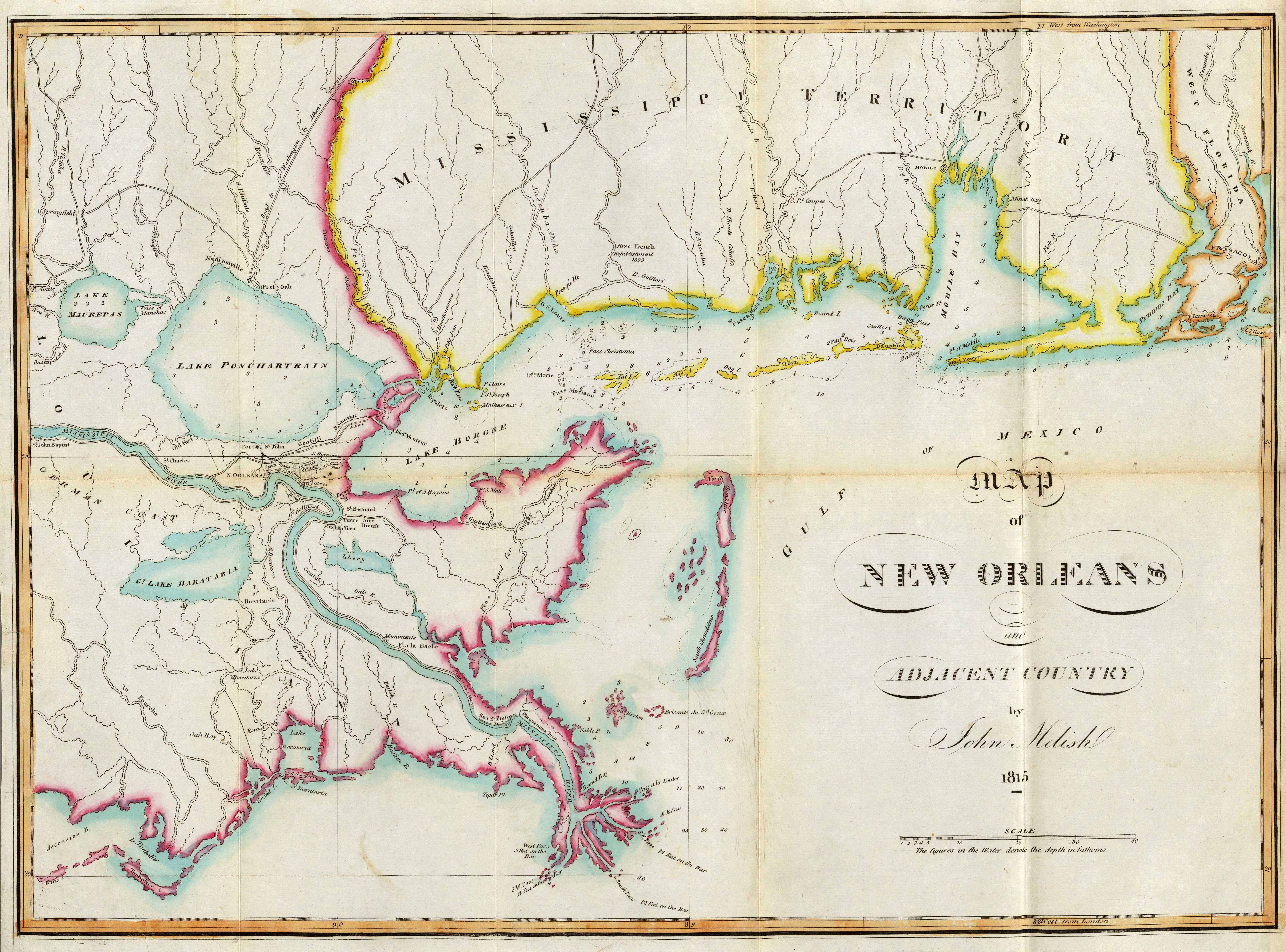
carte de La Nouvelle-Orléans.

Environ 400 à 500 esclaves, menés par Charles Deslondes, un « libre de couleur » venu de Saint-Domingue, se sont révoltés dans la plantation du major Manuel Andry, dans la paroisse Saint-Charles, près de La Nouvelle-Orléans, dans ce qui n'était pas encore l'État de Louisiane. Ce mouvement, qui souhaitait s'emparer de La Nouvelle-Orléans, a avorté à la suite de la trahison d’un des conspirateurs. 
La révolte fut réprimée par l’armée américaine et la milice. 66 esclaves sont tués pendant la bataille et seize autres jugés et fusillés[réf. nécessaire], parmi lesquels Charles Deslondes. C'est dans la plantation de Jean-Noël d’Estrehan qu'un conseil de cinq juges rend les sentences contre les meneurs de la révolte.
Les têtes décapitées des rebelles ont été placées sur des poteaux pour servir d'avertissement. Cette révolte a fait suite à celle de Gabriel Prosser (1776-1800) et celle de Jean Saint Malo, un quart de siècle avant, et a précédé celle de Nat Turner (1800-1831).

## Mémoire
Dans la plantation Whitney, à Wallace, un mémorial commémore la révolte d'esclaves.

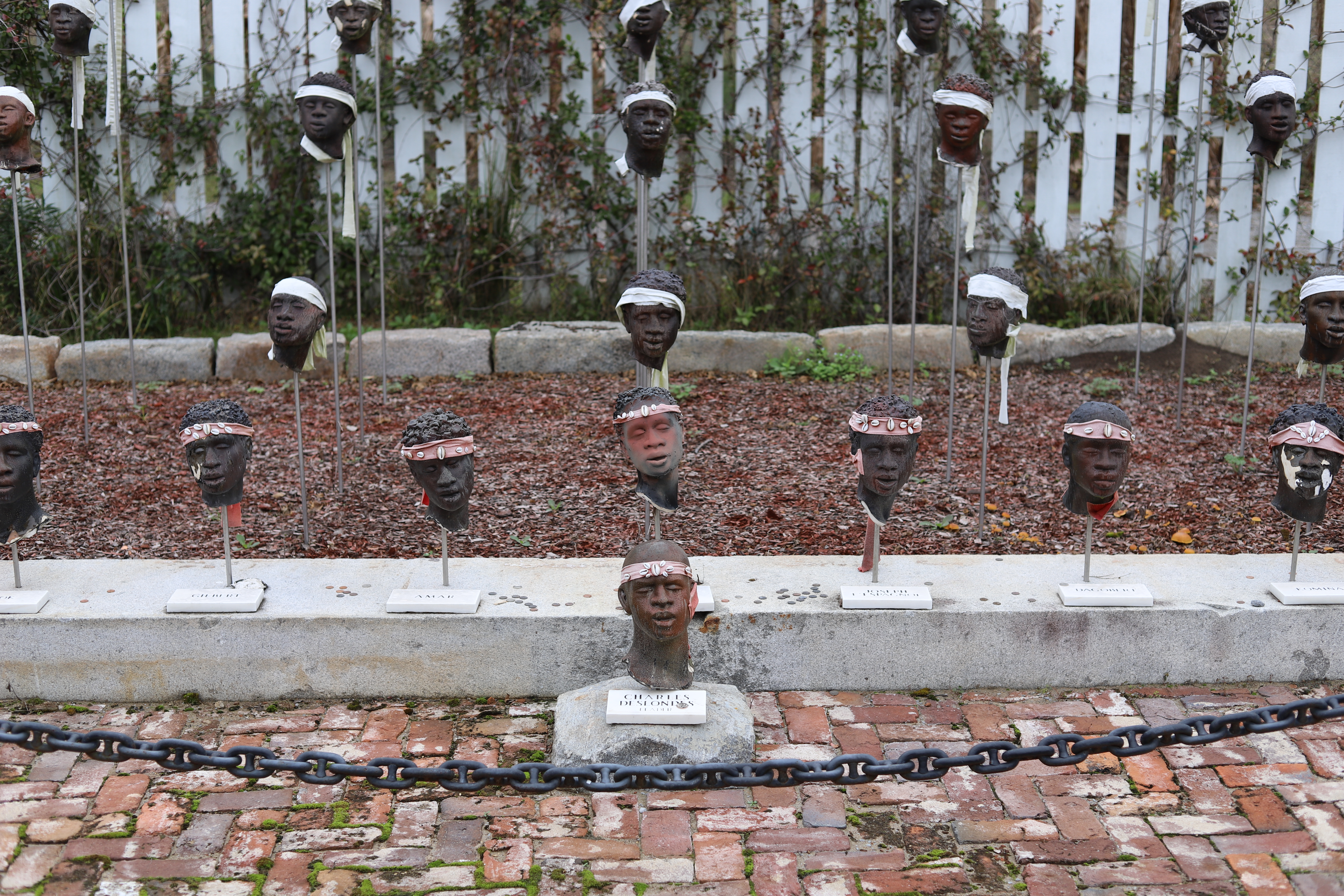
Mémorial à la plantation Whitney.